# Хамфрис (округ, Теннесси)
Округ Хамфрис (англ. Humphreys County) располагается в штате Теннесси, США. Официально образован в 1809 году. По состоянию на 2010 год, численность населения составляла 18 538 человек.

## География
По данным Бюро переписи США, общая площадь округа равняется 1441,854 км2, из которых 1378,399 км2 — суша, и 63,455 км2, или 4,400 % — это водоёмы.

## Население
По данным переписи населения 2000 года в округе проживает 17 929 жителей в составе 7238 домашних хозяйств и 5146 семей. Плотность населения составляет 13,00 человек на км2. На территории округа насчитывается 8 482 жилых строений, при плотности застройки около 6,10-ти строений на км2. Расовый состав населения: белые — 95,52 %, афроамериканцы — 2,94 %, коренные американцы (индейцы) — 0,27 %, азиаты — 0,26 %, гавайцы — 0,01 %, представители других рас — 0,16 %, представители двух или более рас — 0,85 %. Испаноязычные составляли 0,83 % населения независимо от расы.
В составе 30,30 % из общего числа домашних хозяйств проживают дети в возрасте до 18 лет, 57,30 % домашних хозяйств представляют собой супружеские пары, проживающие вместе, 10,20 % домашних хозяйств представляют собой одиноких женщин без супруга, 28,90 % домашних хозяйств не имеют отношения к семьям, 25,00 % домашних хозяйств состоят из одного человека, 10,60 % домашних хозяйств состоят из престарелых (65 лет и старше), проживающих в одиночестве. Средний размер домашнего хозяйства составляет 2,44 человека, и средний размер семьи — 2,90 человека.
Возрастной состав округа: 23,90 % — моложе 18 лет, 7,60 % — от 18 до 24, 27,50 % — от 25 до 44, 26,20 % — от 45 до 64, и 26,20 % — от 65 и старше. Средний возраст жителя округа — 39 лет. На каждые 100 женщин приходится 96,80 мужчин. На каждые 100 женщин старше 18 лет приходится 93,10 мужчин.
Средний доход на домохозяйство в округе составлял 35 786 USD, на семью — 42 129 USD. Среднестатистический заработок мужчины был 31 657 USD против 20 736 USD для женщины. Доход на душу населения составлял 17 757 USD. Около 7,60 % семей и 10,80 % общего населения находились ниже черты бедности, в том числе — 12,50 % молодежи (тех, кому ещё не исполнилось 18 лет) и 13,70 % тех, кому было уже больше 65 лет.